# Big Arm
Big Arm – jednostka osadnicza w Stanach Zjednoczonych, w stanie Montana, w hrabstwie Lake.